# Racisme dans le football
Le racisme dans le football se manifeste de différentes manières dans les stades : agressions, chants, cris, insultes, pancartes ou encore par des cris de singe et des lancers de bananes visant les joueurs noirs ou métis. Les joueurs peuvent ainsi être ciblés en raison de leur couleur de peau, de leur religion ou de leur nationalité.

## Sanctions de la part des organismes internationaux

### FIFA
En mai 2013, la FIFA a annoncé de nouvelles mesures pour lutter contre le racisme.
Les sanctions infligées aux clubs et aux équipes représentatives doivent en principe être prononcées selon une approche à deux niveaux :
- Pour une première infraction ou une infraction mineure, les sanctions que sont l’avertissement, l’amende et/ou le huis clos doivent être prononcées.
- Pour une récidive ou une infraction grave, les sanctions que sont la déduction de points, l’exclusion d’une compétition ou la relégation devraient être prononcées.

Le volet sanctions de la résolution conclut que toute personne (joueur, officiel, arbitre, etc.) commettant une infraction serait suspendu d'au moins cinq matches assortie d'une interdiction de stade.

### UEFA
L'UEFA conseille aux arbitres d'arrêter les matches en cas d'incidents racistes.[Depuis quand ?]
L'UEFA a prévu en 2009 une procédure en trois étapes pour arrêter un match. Dans un premier temps, le match en question sera d'abord arrêté et une mise en garde sera adressée au public. Dans un deuxième temps, la rencontre sera suspendue pendant une certaine durée. Lors d'une troisième étape, après consultation des responsables de la sécurité, le match sera arrêté définitivement si les comportements racistes persistent. Dans un tel cas, une défaite par forfait sera prononcée contre l'équipe responsable.

## Afrique

### Maroc
A la CAN 2024, la fin de match houleuse lors du match opposant le Maroc et la République démocratique du Congo entre le joueur Chancel Mbemba et le sélectionneur marocain Walid Regragui (qui viendra provoquer le joueur) entraine une grande vague de racisme des supporters marocains envers Mbemba sur les réseaux sociaux.

## Asie

### Hong Kong
Lors d'un match amical, remporté le 4 juin 2013 par les Philippines à Hong Kong (1-0), des injures sont lancées des tribunes contre les joueurs et supporters visiteurs. Des supporters locaux ont même traité les Philippins de « nation esclave », et ont hué l'hymne national philippin. La fédération des Philippines de football a décidé de porter plainte auprès de la FIFA pour des agressions « physiques et racistes » subies par ses joueurs et supporters lors de ce match.

### Japon
En mars 2014, le club japonais Urawa Red a eu l'obligation de jouer dans un stade vide, leurs fans avaient été interdits de stade à la suite de bannières racistes affichées dans des matchs précédents avec notamment une bannière on l'on pouvait lire : « Japonais seulement »,.

## Europe

### Allemagne
Le 18 février 2020, à l'occasion de la rencontre de D3 entre Preussen Münster et Würzburger Kickers, le défenseur d'origine ghanéenne Leroy Kwadwo, qui évolue dans les rangs des visiteurs, est pris pour cible par un fan adverse. Ce dernier lui adresse des cris de singe depuis la tribune principale des supporters de Preussen Münster. Leroy Kwadwo, qui s'est plaint de cette agression auprès de l'arbitre, a alors reçu le soutien des autres supporters de l'équipe hôte qui ont dénoncé le fan raciste et permis aux stadiers de l'identifier et de l'expulser du stade. Les spectateurs ont par ailleurs apporté leur soutien à Kwadwo en chantant « Nazis dehors », tandis que le joueur, visiblement touché, recevait des accolades de la part de ses adversaires et de l'un des arbitres de touche.
Le défenseur a posté un message sur ses réseaux sociaux où il remercie les supporters pour leur réaction ainsi que ses adversaires et ses coéquipiers. « J'ai une couleur de peau différente mais je suis né ici et ce pays formidable m'a beaucoup donné et a rendu les choses possibles pour ma famille et moi », écrit le joueur. « Je suis l'un des vôtres, je vis ici et je peux vivre ma passion de footballeur professionnel avec Würzburger Kickers. Je voudrais remercier les personnes dans le stade, [...] les joueurs de Preussen Münster et mon équipe [...], qui ont été immédiatement à mes côtés. Votre réaction est exemplaire, vous n'imaginez pas ce que cela signifie pour moi et pour les autres joueurs de couleurs. [..] Merci pour votre humanité. ».

### Angleterre
Arthur Wharton, né au Ghana, fut le premier footballeur professionnel noir au monde. Il joua comme gardien de but pour Darlington F.C.. Wharton est considéré comme le premier footballeur professionnel noir bien qu'il ait été précédé par Andrew Watson, un footballeur amateur écossais. Walter Tull et Hong Y Soo sont d'autres footballeurs « non blancs ».
Viv Anderson, premier joueur noir sélectionné en équipe d'Angleterre en 1978, reçoit non seulement des menaces de mort, mais doit aussi subir tout au long de sa carrière des chants racistes descendant des tribunes.
En novembre 2008, à Middlesbrough, des supporters de Newscastle United ont entonné des chants islamophobes visant le footballeur égyptien Mido, traitant le joueur de terroriste et scandant « Attention, Mido a une bombe ». Les chants racistes ont été étudiés par la Football Association.
Le 27 mars 2011, au stade Emirates Stadium, à Londres lors d'un match amical entre le Brésil et l'Écosse, Neymar est victime de racisme de la part des supporteurs qui lui jettent une banane. Quatre jours plus tard, la Fédération d'Écosse de football présente ses excuses au Brésil.

### Belgique
En novembre 2007, Zola Matumona quitte le FC Brussels à la suite des propos racistes du président du club Johan Vermeersch à son égard. Selon l'avocat du joueur, il lui avait expliqué qu'il « n'était plus dans son pays et devait oublier arbres et bananes » en présence du staff et des autres joueurs. Le dirigeant confirme ses déclarations mais explique que c'était « une blague». Le joueur reprend finalement son contrat après un entretien avec le président qui s'excuse publiquement pour ses propos.
En avril 2009, le défenseur international américain d'origine nigériane du Standard de Liège, Oguchi Onyewu accuse l'Anderlechtois Jelle Van Damme de l'avoir traité à 3 reprises de « sale singe ». Van Damme a nié les accusations après le match, et a affirmé qu'Onyewu l'avait traité de « sale flamand ». Par la suite, il porte plainte contre Van Damme pour mettre fin au racisme sur le terrain dans le football européen selon lui. Il retire sa plainte en février 2011 après s’être entretenu avec Jelle Van Damme.

### Bulgarie
En 1996, lors d’un match du Championnat d’Europe des Nations, le Bulgare Hristo Stoichkov insulte le défenseur Français Marcel Desailly en déclarant: "Dis, Desailly, tu sais que les gosses crèvent de faim dans ton pays ?", "Pays de merde", "Noirs de merde, peau de merde !".
Stoïchkov avait alors avoué les faits, jugeant « normal que ce genre de choses arrive sur un terrain ».

### Croatie
Quand l'équipe de Croatie a rencontré la Bosnie-Herzégovine à Sarajevo, les supporters croates ont formé un U humain symbolisant le mouvement fasciste Ustaše (Oustachis en français) responsable du massacre de Serbes, de juifs et de Roms durant la Deuxième Guerre mondiale.

### Espagne
Le 6 octobre 2004, au cours d’un entraînement de l’équipe d’Espagne, le sélectionneur Luis Aragonés "motive" son joueur José Antonio Reyes, alors coéquipier du buteur français Thierry Henry : "Dis à ce noir de merde que t’es bien meilleur que lui. Ne te retiens pas. Dis-lui de ma part. Tu dois croire en toi, t’es meilleur que ce noir de merde". La séquence provoque un scandale. Après une enquête sur les événements durant le match, l'UEFA a condamné la fédération espagnole de football à 100 000 francs suisses d'amende et a prévenu que des incidents futurs seraient punis plus sévèrement. L'UEFA a proposé comme sanctions possibles : la suspension de tous tournois internationaux d'envergure ou la tenue à huis clos des matchs internationaux à domicile de l'équipe d'Espagne. En réponse à cela, Aragonés a plaidé l'humour et a affirmé en public n'être pas raciste.
Le 27 avril 2014, lors d'un match face à Villarreal CF, le footballeur brésilien du FC Barcelone, Dani Alves est victime d'un acte raciste de la part d'un supporter de Villareal qui lui jette une banane. En réponse à celui-ci, il mange un bout de banane. Ce geste fait le buzz et il est imité par de nombreuses personnalités du football tels que Roberto Carlos, Neymar en soutien à Alves . Le 30 avril 2014, le supporter a été arrêté dans le cadre de l'incident a annoncé la police locale. 
Depuis 2018, l'attaquant brésilien noir du Real Madrid, Vinicius Jr est régulièrement victime d'insultes racistes depuis son arrivée dans le club et le pays, principalement lors des déplacements de son club pour les matchs de championnat à l’extérieur, de la part des supporters des équipes adverses. En juin 2024, la justice espagnole a fait condamner trois supporters du Valence FC à huit mois de prison et deux ans d'interdiction de stade pour avoir proférer des insultes racistes à l'encontre de l'attaquant brésilien, lors un match Valence-Real Madrid. Face aux racisme qu'il subit, Vinicius a fini par fondre en larmes lors d'une conférence de presse, et a déclaré que ses incidents racistes lui donnaient moins envie de jouer.

### France
En 1989, le gardien de but franco-camerounais Joseph Antoine Bell est victime d'actes racistes lors de son retour au Stade Vélodrome en 1989 avec le maillot de Bordeaux. Pendant toute la rencontre, des bananes sont lancées en sa direction depuis les tribunes par certains supporters marseillais. Ce scandale révèle au grand jour la montée du racisme dans les stades français à la fin des années 1980 et incite par la suite les responsables des clubs français à se pencher sérieusement sur ce problème pour y remédier.
Le 13 novembre 2004, Pascal Chimbonda et Franck Matingou ont été victimes d'insultes racistes par quelques supporters bastiais. On pouvait entendre « Sale Noir, rentre chez toi » - à leur sortie du stade Armand-Cesari, en Corse.
Le 7 mai 2005, au cours d'une rencontre entre Bastia et le FC Istres disputée au stade Armand Cesari, le joueur sénégalais du FC Istres Moussa N'Diaye puis Pascal Chimbonda déclarent être victimes d’insultes racistes. Ce dernier souhaite même quitter la pelouse en cours de match, avant de changer d'avis à la suite de l'intervention de Christian Karembeu. À la suite de cela, la Fédération française de football puis le SC Bastia saisissent le procureur de la République de Bastia afin de déposer une plainte contre X. Cette plainte est classée sans suite, faute de preuves.
Le 18 avril 2007, Milan Baros est accusé de racisme envers Stéphane Mbia après s’être pincé le nez et avoir agité la main, comme pour chasser une odeur, sous le nez du milieu défensif camerounais du Stade Rennais. Le 4 mai 2007, Milan Baros a été condamné à trois matches de suspension.
Le 14 septembre 2007, lors d'un match de Ligue 2 opposant le FC Libourne-Saint-Seurin au SC Bastia au stade Jean-Antoine-Moueix, le joueur originaire du Burkina Faso Boubacar Kébé fut expulsé pour un doigt d'honneur envers les supporters corses regroupés au sein de l'espace visiteur du stade. Le lendemain, il déclara avoir été victime d'insultes racistes, une plainte contre X est alors déposée. Le 16 octobre 2007, à la suite de cette affaire Kébé, la commission de discipline de la Ligue de football professionnel décida de retirer un point au SC Bastia – une première dans l'histoire du football français concernant la lutte contre le racisme.
Le 22 février 2008, lors du match retour, Boubacar Kébé se déclara blessé et fut donc absent du voyage en Corse. Mais des supporters bastiais déployèrent deux banderoles mentionnant « Kébé on n'est pas raciste, la preuve on t'encule », en réaction aux accusations portées contre leur club. Une nouvelle fois, les médias crièrent au racisme et même à l'homophobie. L'affaire fut portée devant la justice et le 20 novembre 2008, le tribunal administratif de Bastia décida de rendre le point au SC Bastia, estimant que rien ne prouvait l'origine des insultes entendues par Boubacar Kébé.
Le 16 février 2008, le défenseur de Valenciennes, Abdeslam Ouaddou est la cible d'insultes racistes pendant toute la rencontre venant d'un supporter du FC Metz. Le défenseur perdra son sang-froid à la mi-temps en décidant d'aller voir le supporter. Il écopera d’un carton jaune. Le supporter sera condamné à trois mois de prison avec sursis et trois ans et demi d'interdiction de stade.
En mars 2008, alors joueur du SC Bastia, Frédéric Mendy a fait l'objet de cris de singe à Grenoble.
Le 19 avril 2008, durant le match opposant l'Olympique lyonnais à Strasbourg, l’entraîneur alsacien Jean-Marc Furlan insulte Fabio Grosso de « macaroni de merde ». À l’issue de la encontre, il ajoutera « on ne peut pas dire que l’Italien a renié ses gènes ou sa race ».
Le 2 juin 2009, le footballeur amateur Maxence Cavalcante évoluant en deuxième division départementale à Lagnieu devient le premier footballeur français condamné pour insulte raciste sur un terrain. Lors d'un match opposant Lagnieu à Rossillon, le joueur de Lagnieu traite un adversaire de « sale nègre » et « sale singe ». À la suite de cela, l'arbitre arrête le match, ce qui est très rare. Suspendu, Maxence Cavalcante est condamné à quatre mois de prison avec sursis et 1 500 euros d'amende pour insultes racistes. Il s'agit là d'un jugement historique en France puisque pour la première fois, la justice condamne un footballeur pour racisme,.
Le 8 décembre 2020, lors de la 6e journée de Ligue des champions Paris SG - Istanbul Başakşehir, le 4e arbitre, Sebastian Colțescu, demande à l'arbitre central Ovidiu Hațegan de sanctionner Pierre Webó, entraîneur-adjoint du club turc, en lui disant, en roumain, « C’est le Noir [negru, en roumain] ici. Va voir et identifie-le. Ce gars, le Noir ». Le Camerounais, qui a cru entendre « negro », lui demande plusieurs fois, furieux, « Pourquoi avez-vous dit “negro” ? ». À l'initiative de Demba Ba, les deux équipes décident de rejoindre le vestiaire pour protester contre ces propos jugés racistes, et le match est interrompu et ne reprendra que le lendemain, situation inédite dans la compétition et le monde du football. L'UEFA investigué sur ce cas et a estimé que Sebastian Colțescu n'avait pas eu de conduite raciste ou discriminatoire. Elle l'a cependant suspendu d'arbitrage pour le reste de la saison, pour avoir eu un « comportement inapproprié » durant ce match.

### Hongrie
En avril 2004, la rencontre Ferencváros - MTK Hungária FC se dispute sous des chants anti-juifs de la part d'une cinquantaine d'individus en raison des liens étroits qu'a entretenu le MTK avec la communauté juive dans son histoire.
Lors de la saison 2005-2006, trois points de pénalité ont été infligés à l'Újpest Football Club. Ses supporters avaient poussé des cris de singe chaque fois que l’attaquant sénégalais Ibrahim Sidibe touchait le ballon.
Lors de la saison 2006-07, l'Újpest Football Club a encore une fois était sanctionné avec la perte de trois points en championnat pour comportements racistes de ses supporters. Par la suite, les supporters se sont assagis et ont été salués pour des initiatives anti-racistes.
En 2007, en Hongrie, l'ancien entraineur national de l'équipe de Hongrie, Kálmán Mészöly a tenu des propos racistes pendant une interview télévisée sur les joueurs africains faisant partie des clubs hongrois en disant qu'« ils étaient à peine descendus de leur arbre ». Il doit démissionner de son poste fédéral après une cette déclaration polémique.
Le 15 août 2012, la Hongrie reçoit Israël, en match amical. Alors que l’hymne israélien, résonne dans l’enceinte, des sifflets fusent dans les tribunes accompagnés d’insultes « sales juifs » – et de références à un camp de la mort – « Buchenwald » – selon le Jerusalem Post. Dans le même temps, quelques dizaines de supporters tournent le dos au terrain.

### Italie
Ronny Rosenthal, joueur du Maccabi Haïfa en Israël, a été la cible de railleries antisémites en 1989.
Les joueurs noirs du championnat de Serie A sont très souvent victimes de chants et gestes racistes. On peut citer Mario Balotelli, Angelo Ogbonna, Paul Pogba, Marcel Desailly.
Paul Ince a été également la cible de racisme lors de son passage à l'Inter Milan en Italie entre 1995 et 1997.
Alors joueur du AC Milan, Marcel Desailly est victime de cris de singe de la part d'une partie des supporters du club d'Udine.
En 2005, le défenseur ivoirien Marc-André Zoro, alors joueur de Messine, essaye de quitter la pelouse après les cris de singe lancés par des supporteurs de l'Inter Milan durant une rencontre. En larmes, il avait finalement renoncé, convaincu par ses coéquipiers.
En septembre 2012, lors du match opposant l'Inter Milan à Tottenham (0-0) en Ligue Europa des supporters du club italien auraient lancé des cris de singe à l'encontre de trois joueurs noirs de Tottenham (Aaron Lennon, Andros Townsend et Jermain Defoe), selon la presse anglaise.
En janvier 2013, le Ghanéen Kevin-Prince Boateng a quitté la pelouse suivi par toute son équipe après des chants racistes et des cris de singe à son encontre, lors d'un match amical à Pro Patria (Serie C2).
En juillet 2013, lors d'un match entre Sassuolo et l'AC Milan, un autre joueur du Milan, le Guinéen Kevin Constant est victime de quolibets racistes dont il fait l'objet depuis le début de la rencontre. Il s'est tourné vers les spectateurs massés dans la tribune latérale avant de leur expédier le ballon d'un grand coup de pied puis a décidé de quitter volontairement la pelouse.
L'attaquant italien Mario Balotelli est régulièrement ciblé par les supporteurs adverses. Une fois révélé en Serie A avec l'Inter Milan, de nombreuses injures racistes vont descendre des tribunes notamment en 2010 lors du déplacement à la Juventus où les tifosi clameront : « Il n'y a pas d'Italien noir ».
En 2013, alors joueur du AC Milan, Mario Balotelli est à nouveau victime de racisme lors d'un match contre l'AS Roma au point que, l'arbitre applique la consigne diligentée par les instances : à savoir interrompre la partie momentanément en attendant une annonce du speaker contre les fautifs. Après cet énième épisode raciste subi, l'international italien a prévenu qu'il quitterait lui aussi la pelouse la prochaine fois que ce type d'action aurait lieu. 
Les clubs de football italiens sont souvent sanctionnés pour l'attitude de leurs supporters voire de leurs joueurs sur le terrain. Pour la saison 2013-2014, la Fédération italienne aggrave les sanctions pour répondre à ce problème croissant. Ainsi, des joueurs étant reconnus coupables d'avoir tenus des propos racistes seront directement suspendus pour 10 rencontres. Du côté des supporters, des matchs à huis clos seront directement infligés aux clubs dont les tifosis se comportent mal.
En décembre 2018, le footballeur franco-sénégalais du SSC Naples Kalidou Koulibaly est l'objet de cris de singe lors d'une rencontre du championnat italien face à l'Inter de Milan. Les faisant remarquer à l'arbitre, ce dernier l'expulse de la rencontre avec un carton rouge. Ces faits donnent lieu à une polémique importante sur le comportement des supporters en Italie.

### Lituanie
Dans le cadre des éliminatoires de l’Euro 2008, l'équipe de France se déplace en Équipe de Lituanie de football. Juste après les hymnes nationaux, les supporters locaux sortent un tifo représentant une carte de l’Afrique peinte en bleu-blanc-rouge, accompagné d’un message « Bienvenue en Europe », écrit en français et destinée aux joueurs noirs de l´équipe de France.

### Monténégro
En 2007, dans un match entre les Rangers Football Club et le FK Zeta à l'occasion du 2e tour préliminaire de la Ligue des Champions, deux joueurs noirs des Rangers, DaMarcus Beasley et Jean-Claude Darcheville ont fait l'objet d'insultes racistes de la part des supporteurs du club monténégrin. Le FK Zeta a été condamné à une amende de 9 000 £.

### Pologne
Le Apollon Limassol Football Club a fermé deux tribunes de son stade lors de son prochain match européen, pour des cris de singe à l'adresse de l'international chypriote d'origine portugaise Dossa Júnior, du Legia Varsovie, vainqueur à Chypre (2-1) le 12 décembre en Ligue Europa.
Le 6 juin 2012, les joueurs noirs de l’équipe des Pays-Bas ont été la cible de cris de singe de la part de quelques centaines de supporters polonais pendant une séance d’entraînement à Cracovie.
Les clubs polonais de Lech Poznań et Piast Gliwice ont été sanctionnés par l'UEFA après que celle-ci ait constaté « un comportement raciste et des chants racistes » de leurs supporters. Les supporters de ces deux clubs avaient également déployé une banderole raciste. Ils devront fermer la tribune contenant les ultras lors de leur prochaine rencontre européenne et s'acquitter d'une amende de 5 000 euros,.

### Portugal
En février 2012, Mario Balotelli est victime de chants racistes proférés à son encontre par des supporters du FC Porto. Porto a été condamné à verser une amende de 20 000 euros.
En février 2020, Moussa Marega est victime de chants racistes proférés à son encontre par la majorité des supporters du Vitória Guimarães. Moussa Marega dira le lendemain dans le journal l'Équipe: « Mais quand ça vient de presque tout le stade, il n'est pas possible de continuer à jouer alors qu'on se moque de notre couleur de peau [...] C'est triste que ça arrive en 2020. »

### Russie
Le joueur camerounais, André Bikey a subi des insultes racistes alors qu'il jouait pour le Lokomotiv.
Le 12 mars 2008, lors d'un match de la Ligue Europa opposant le Zénith Saint-Pétersbourg à l'Olympique de Marseille, trois joueurs marseillais (André Ayew, Ronald Zubar et Charles Kaboré) ont été pris pour cible par des supporters adverses. Certains supporters du Zénith faisaient des bruits de singe et ont jeté une banane sur l'un des joueurs.
En août 2010, après l'annonce de son départ du club russe, le Lokomotiv Moscou pour West Bromwich Albion, Peter Odemwingie, l'attaquant nigérian né en Union soviétique avait été salué par une banderole ornée d'une banane avec écrit "Merci West Brom".
Le 12 février 2011, un supporteur a lancé une banane sur le Brésilien Roberto Carlos lors d'un match à Samara entre son club Anji Makhatchkala et un club local. Le Brésilien l'a ramassé et l'a jeté vers la tribune avant de quitter le terrain en élevant deux doigts, indiquant que c'était le deuxième incident de ce genre depuis mars. Le club a été condamné à un peu moins de 7 900 euros d'amende,. En effet, en mars, un supporteur de football avait raillé le joueur brésilien en lui montrant une banane avant le début de la rencontre à Saint-Pétersbourg entre le club local Zénith et Anji Makhatchkala. Le Zénith Saint-Pétersbourg a été condamné à une amende de 300 000 roubles (environ 7 500 euros) et a interdit à ce supporteur l'accès à ses matches.
En mars 2012, lors d'un match entre l'Anji Makhatchkala et le Lokomotiv de Moscou, Christopher Samba, international congolais a été visé par un jet de banane en pleine tête à sa sortie du terrain. Furieux, il a renvoyé le fruit dans les tribunes. Le supporter a été identifié. Il s'agirait d'un étudiant d'une université moscovite, selon la Fédération russe de football.
En décembre 2012, les fans "ultras" du Zénith Saint-Pétersbourg ont adressé une lettre ouverte aux dirigeants du club les appelant à ne pas recruter des joueurs homosexuels, ou noirs ni même des joueurs qui ne viennent pas de pays limitrophes de la Russie. Les demandes ont été refusées par le club, qui a publié une déclaration disant que "les joueurs ne rejoignent pas notre équipe en raison de leur nationalité ou de la couleur de leur peau. La lutte contre les différentes formes d'intolérance est le principe unique pour le développement de notre club, du football et du sport à travers le monde".
En octobre 2013, Yaya Touré a été victime de chants racistes et de cris de singe lors de la victoire de Manchester City sur la pelouse du CSKA Moscou. Touré n'exclut pas de boycotter le Mondial 2018 qui se tiendra en Russie, si le racisme persiste. L’UEFA a décidé de sanctionner la formation russe en fermant une partie des tribunes pour 1 match. Le CSKA a également écopé d’une amende de 50 000 euros.

### Serbie
Les supporters serbes ont été privés de stade à domicile pour le prochain match de qualification de leur équipe nationale des moins de 21 ans pour l'Euro-2015. Ils sont punis pour des cris de singe visant les joueurs noirs belges lors du match de groupe contre la Belgique (2-2) le 15 novembre 2013.

## Moyen-Orient

### Israël
Les premiers incidents racistes recensés par les journaux remontent aux années 1970, comme lorsque le joueur Rifaat Tourk, un arabe israélien rejoint l'Hapoël Tel-Aviv. Tourk a été la cible d'attaques anti-arabe pendant presque tous ses matchs disputés. Selon Itzik Shannan, directeur des communications de New Israel Fund, les fans les plus racistes sont les supporteurs du Betar Jérusalem et du Hapoël Tel-Aviv.
Régulièrement, les supporteurs du Betar Jérusalem insultent ceux du Hapoël Bnei Sakhnin du fait de la mixité judéo-arabe du club.
En mars 2013, une partie des supporteurs du Betar Jérusalem quittent le stade lorsque, pour la première fois, un joueur musulman de l'équipe marque un but. Au début du match, des supporteurs locaux avaient déployé une banderole où l'on pouvait lire : « Le Betar est pur, pour toujours ». En outre, le recrutement de deux joueurs tchétchènes musulmans avait provoqué la colère de certains supporteurs.

## Crédits
- (en) Cet article est partiellement ou en totalité issu de l’article de Wikipédia en anglais intitulé « Racism in association football » (voir la liste des auteurs).